# 8268 Goerdeler
8268 Goerdeler (1987 SQ10) là một tiểu hành tinh vành đai chính được phát hiện ngày 29 tháng 9 năm 1987 bởi F. Borngen ở Tautenburg.
Xem thêm Carl Friedrich Goerdeler.